# Gentle Words
「Gentle Words」（ジェントル ワーズ）は、倖田來未の楽曲である。2003年12月10日に9枚目のシングルとして発売された。発売元はrhythm zone。

## 概要
制作に関してこれまではスタッフに任せていたというが、本作より倖田本人が積極的に携わるようになったと述べている。
カップリングには、中西保志のカバーである｢最後の雨｣が収録されている。

## 収録曲
1. Gentle Words [3:44]
作詞：Kumi Koda
作曲：D・A・
I
編曲：h-wonder
2. Without Your Love [4:45]
作詞：Kumi Koda、Daisuke'D.I'Imai
作曲・編曲：Daisuke'D.I'Imai
3. 最後の雨 [4:31]
作詞：Jyun Natsume
作曲：Takashi Tsushimi
編曲：AKIRA
原曲は1992年発表中西保志のカバー。
4. Gentle Words "Instrumental" [3:44]
5. Without Your Love "Instrumental" [4:45]
6. 最後の雨 "Instrumental" [4:31]

## タイアップ
- 佐藤製薬「ストナ」CMソング (#1)

## 収録アルバム
- Gentle Words
  - 『feel my mind』
  - 『BEST〜first things〜』
  - 『BEST 〜2000-2020〜』(ファンクラブ限定盤)
- Without Your Love
  - 『feel my mind』
- 最後の雨
  - 『BEST 〜BOUNCE & LOVERS〜』(Time Heals Version)

## 収録ライブ映像
- Gentle Words
  - 『secret 〜FIRST CLASS LIMITED LIVE〜』(メドレー)
  - 『LIVE TOUR 2005 〜first things〜 deluxe edition』
    - 『BEST 〜second session〜』(LIMITED EDITIONのみ付属)

  - 『KODA KUMI 10th Anniversary 〜FANTASIA〜 in TOKYO DOME』
  - 『KODA KUMI Premium Night 〜Love & Songs〜』
  - 『Koda Kumi Hall Tour 2014 〜Bon Voyage〜』(メドレー)
  - 『Koda Kumi 15th Anniversary First Class 2nd LIMITED LIVE at STUDIO COAST』(WALK OF MY LIFE、ファンクラブ限定盤)
  - 『Koda Kumi 15th Anniversary Live Tour 2015 〜WALK OF MY LIFE〜』(メドレー)
- 最後の雨
  - 『Koda Kumi Fanclub Live Tour～Let's Party Vol.2～』(Bon Voyage)